# Santiago em Oração
Santiago em Oração é uma obra-prima de Rembrandt Harmenszoon van Rijn, pintada pelo autor em 1661, na sua última década de vida. É um óleo sobre tela, encontra-se assinado Rembrandt f. 61 e tem as medidas de 92,1 por 74,9 cm.
A tela, pouco conhecida até 2007, encheu páginas e capas de jornais e revistas de todo o mundo, por ter sido leiloada, a 25 de Janeiro, em Nova Iorque, na casa Sotheby's, pela quantia de 25 800 000 dólares.
A pintura do Apóstolo Santiago como um peregrino em oração, pertence a um grupo de retratos bíblicos pintados por Rembrandt nas décadas de 1650 e 1660, referidos como retratos religiosos.
Este período foi extremamente tumultuado e agitado para Rembrandt, mas também um dos mais notáveis, da sua vida artística. Em 1656, a vida luxuosa e dispendiosa que Rembrandt levava desde que começou a ter sucesso chegara ao fim. Agora, as suas finanças estavam em declínio, juntamente com a sua vida sentimental. Desde a morte de Saskia que Rembrandt se achava triste e enfadado, tristeza que não se alienou à morte prematura de dois dos seus filhos.
Nesse ano leiloou a sua vasta colecção de arte, depois a sua casa e seguidamente o seu próprio estúdio, o seu atelier. Tudo para quitar as suas vastas dívidas.
Depois de A lição de anatomia do Dr. Tulp, a sua mais importante encomenda após A Ronda Nocturna, decidiu aliar-se de novo à pintura retratista. Criou um novo estilo, sagaz, intenso e emotivo, fulminante de verdade, de realismo, fundido com a Pintura Histórica.

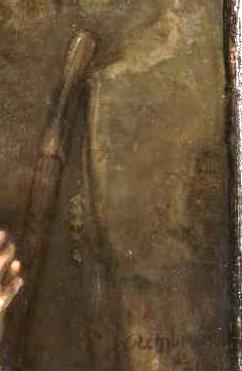
Cajado de Santiago em Santiago em Oração.

Neste período final da sua vida, Rembrandt quebrou barreiras nas diferentes categorias da pintura e criou algumas convenções na sua obra. O termo «retratos religiosos» sugere-nos a pintura de cenas e/ou individualidades bíblicas, normalmente com inspirações clássicas e muitas vezes com recorrência à representação da tragédia e do sofrimento e da dor. Esses quadros são fulminantes de emoções. Mas Rembrandt nunca apreciou muito essa alegoria, e muito menos essas tristeza e tragédia. Ele era um boémio. Basta observar a magnífica Ronda Nocturna para o sabermos.
Mas quando fazia um retrato, o artista sabia o que queria: realidade. Rembrandt gostava de expressar através da pintura, tudo o que os seus modelos sentiam, pensavam, ou seja, a forma como realmente eram. Em cada traço, em cada olhar, em cada ruga, Rembrandt expressa a realidade por de trás de uma face, de um corpo aparentemente vulgar.
Juntamente com Santiago em oração, Rembrandt criou outras várias pinturas com o mesmo teor.
O rico creme, o vermelho e o castanho aplicados na figura do apóstolo, foram aplicados como uma pasta, grossa e borbulhante. Com inúmeras rugas, e a marca de uma vida longa exposta ao sol, sofrida de trabalho, a pele do Apóstolo adquire uma forma quase real. Com esta técnica de pintura, o artista holandês cria um quase baixo-relevo, devido à quantidade de tinta aplicada.

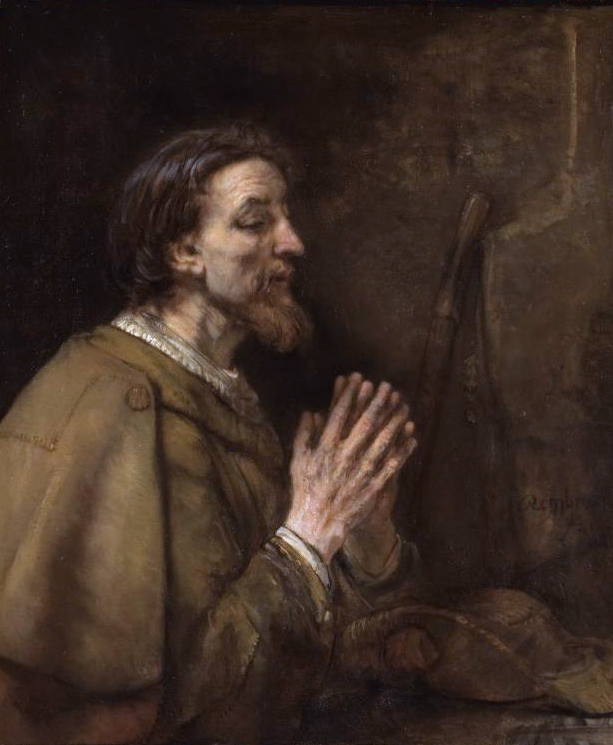
Busto de Santiago em Santiago em Oração.

A técnica não foi muito apreciada pelos seus contemporâneos, que preferiam trabalhar com pinceladas refinadas e elegantes. Rembrandt decidiu esquecer o sentido decorativo da arte, em especial da pintura, e concentrou-se no significado do seu trabalho. Neste caso, a vida interior e a essência de um homem, foram o objectivo que o pintor aspirou conseguir. E conseguiu quase perfeitamente. É por isso que esta é considerada uma das últimas obras-primas do holandês seiscentista.
É também uma raridade, visto que, por esta altura, Rembrandt não costumava fazer retratos de perfil. Aqui, Santiago surge retratado de perfil, com uma postura curva, relaxada, com a face erguida para a frente, de olhar terno, cansado e crente, deixando antever a fervorosa devoção religiosa. Uma expressão devota, intensificada pelas vestes cor-de-palha do santo.
As suas mãos, rugosas, surgem erguidas à medida do pescoço, cruzadas, em oração perene, de cotovelos apoiados sobre uma pedra gasta, onde repousa o chapéu de abas do apóstolo. Um chapéu debruado com elegância, que contrasta com a pobreza das vestes do santo, que, inclusive, se encontram remendadas. No fundo da composição, encostado às rochas, está o cajado que acompanhou Santiago ao longo da sua vida peregrina.

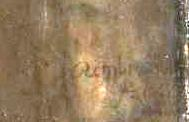
Assinatura de Rembrandt em Santiago em Oração, Rembrandt.

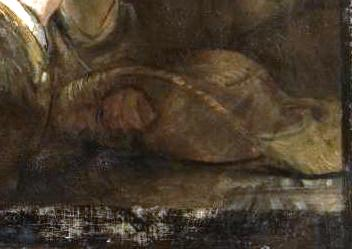
Chapéu de Santiago em Santiago em Oração.

Mas Rembrandt primou também pela pintura dos pormenores da figura, com grande destreza na representação das costuras dos remendos sobre a capa do santo e na plasticidade do camiseiro branco, retido pelo traje castanho, e que se deixa mostrar na gola e nos pulsos.
Uma pintura dos últimos anos de Rembrandt, já não aparecia publicamente em leilões desde 1961. Em 1955, esta pintura foi adquirida por Stephen Carlton Clark, e doada posteriormente à Fundação Shippy para a Justiça Social e Serviço Humanitário e Educativo. Esta fundação de caridade resolveu levar o quadro a leilão. Assim, este tornou-se o segundo quadro mais caro de Rembrandt, ofuscando o recorde de 29 000 000 de dólares, obtido em 2001. O quadro foi então vendido por 25 800 000 dólares, passando a sua estimativa máxima em 800 000 dólares. O comprador da tela decidiu manter o seu anonimato.
Juntamente com este, outra tela de Rembrandt foi vendida por 9 000 000 de dólares: Retrato de uma senhora com capa preta. Todavia, na venda estiveram representados também pintores como Peter Paul Rubens, Anthony van Dyck, Bassano e El Greco.